# Флавий Валерий
Флавий Валерий (англ. Flavius Valerius) — римский государственный деятель середины V века.
Валерий был сыном софиста-язычника Леонтия и братом императрицы Элии Евдокии и Гессия. Он родился в Афинах. После того, как Евдокия вышла замуж за восточноримского императора Феодосия II, тот возвысил её братьев. В 425 году Валерий был назначен на должность comes rerum privatarum, спустя два года он — comes sacrarum largitionum. В 432 году Валерий назначается на высшую должность Римской империи — консула. Его коллегой на Западе был полководец Флавий Аэций. Затем, в 435 году по просьбе сестры, он был возведён в звание магистра оффиций.
В 455 году Валерий написал письмо своей сестре, которая была в это время в Иерусалиме, где упрашивал её отказаться от ереси евтихианства и вернуться в католическую веру, которую он сам исповедовал.